# Kamionek (województwo warmińsko-mazurskie)
Kamionek – osada w Polsce położona w województwie warmińsko-mazurskim, w powiecie szczycieńskim, w gminie Szczytno, nad jeziorem Długim.
Kamionek leży przy samej granicy Szczytna, dojazd ulicą Podgórną w kierunku wsi Szczycionek. Do osady kursuje autobus miejski ze Szczytna (linia nr 2).
W latach 1975–1998 miejscowość położona była w województwie olsztyńskim.

## Zabudowa
Kamionek był osiedlem mieszkaniowym PGR-u Kamienna Góra, który położony był na zachód od Szczytna. Osiedle znajduje się we wschodniej części osady i składa się z kilkunastu bloków mieszkalnych. Podstawę stanowią 9 bloków pozostałych po PGR-ze. Od strony północnej w latach 2000. wybudowano jeszcze 2 bloki. Najnowsze bloki powstały przy wschodniej granicy w 2013 r. Na osiedlu znajdują się także boiska sportowe oraz biblioteka.
W centralnej części osady położone są zabudowania magazynowe i przemysłowe, znajduje się tam również wiele zniszczonych już zabudowań gospodarskich. 
Na południu, wzdłuż linii brzegowej jeziora, dominuje zabudowa jednorodzinna oraz ogródki działkowe.
Zachodnia część również zabudowana jest domami jednorodzinnymi, ale charakteryzuje się większymi pomiarami działek. Rozbudowa tej części nadal trwa.

## Gospodarka
Osiedle jest typową pozostałością upadłego PGR-u, gdzie występują problemy z zatrudnieniem. 
W granicach osady działają betoniarnia, dwie hurtownie, dwa sklepy oraz gminny punkt selektywnej zbiórki odpadów komunalnych.

## Galeria

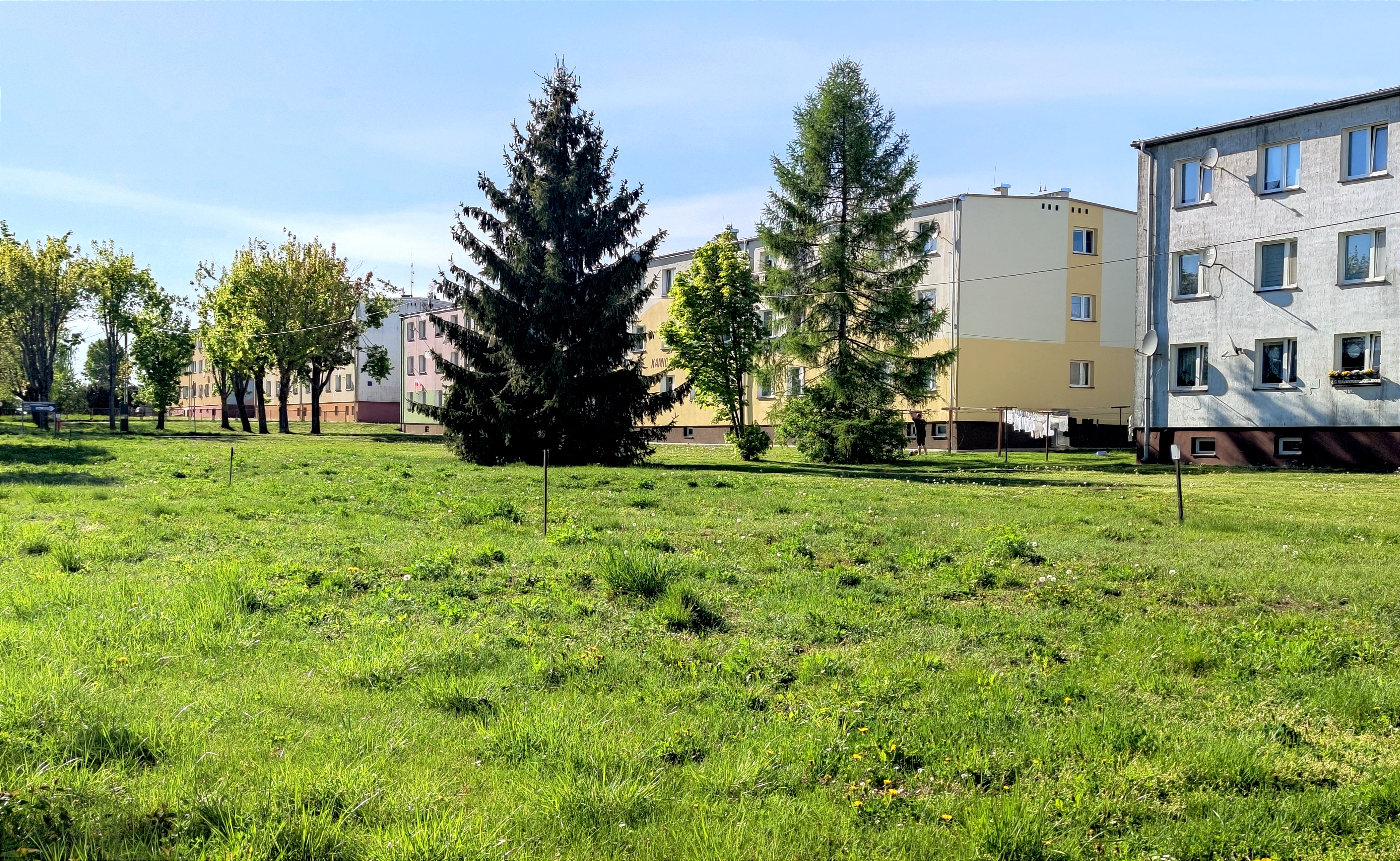
Bloki mieszkalne na osiedlu (widok od południowego wschodu)
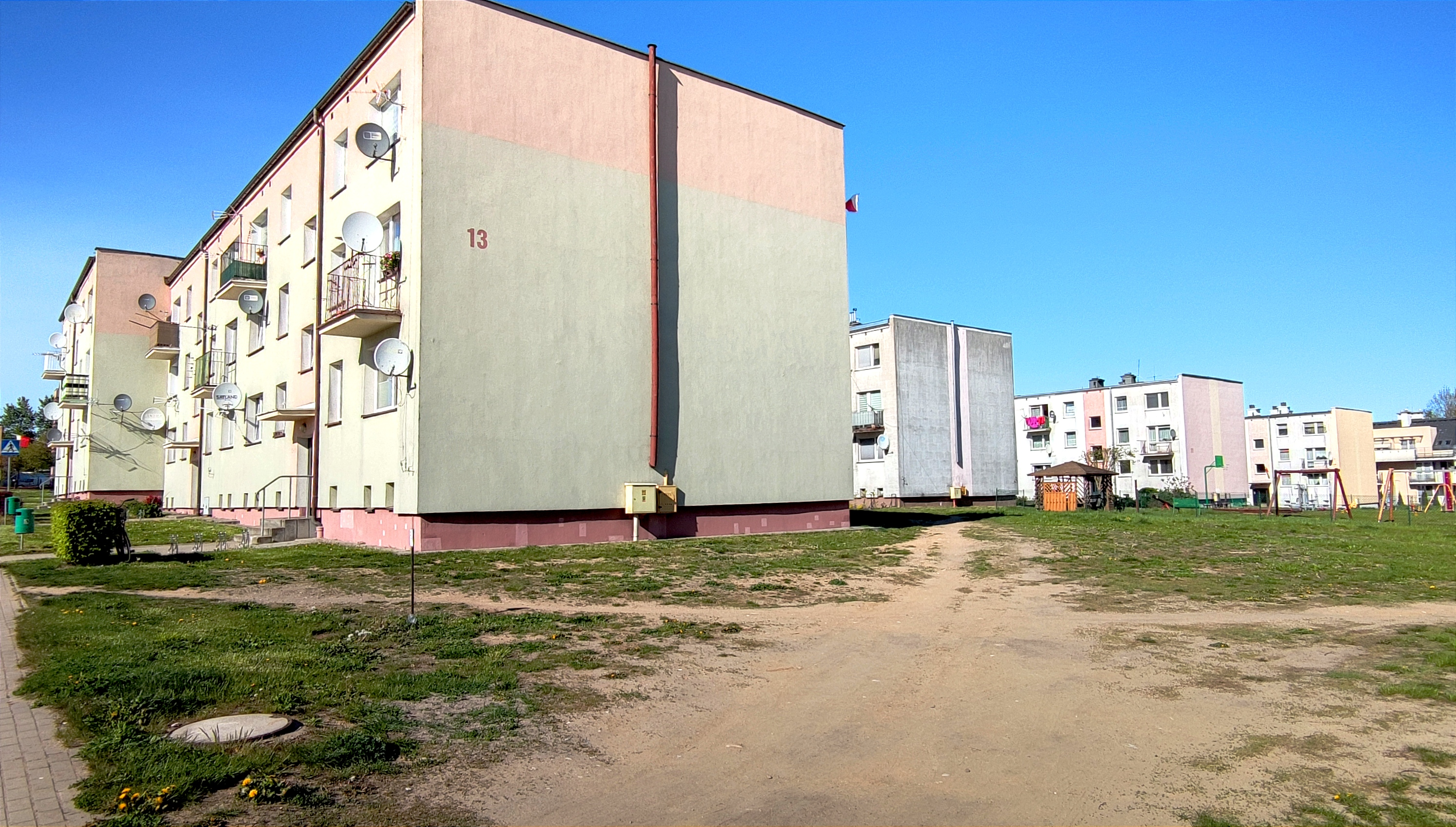
Podwórka bloków na osiedlu
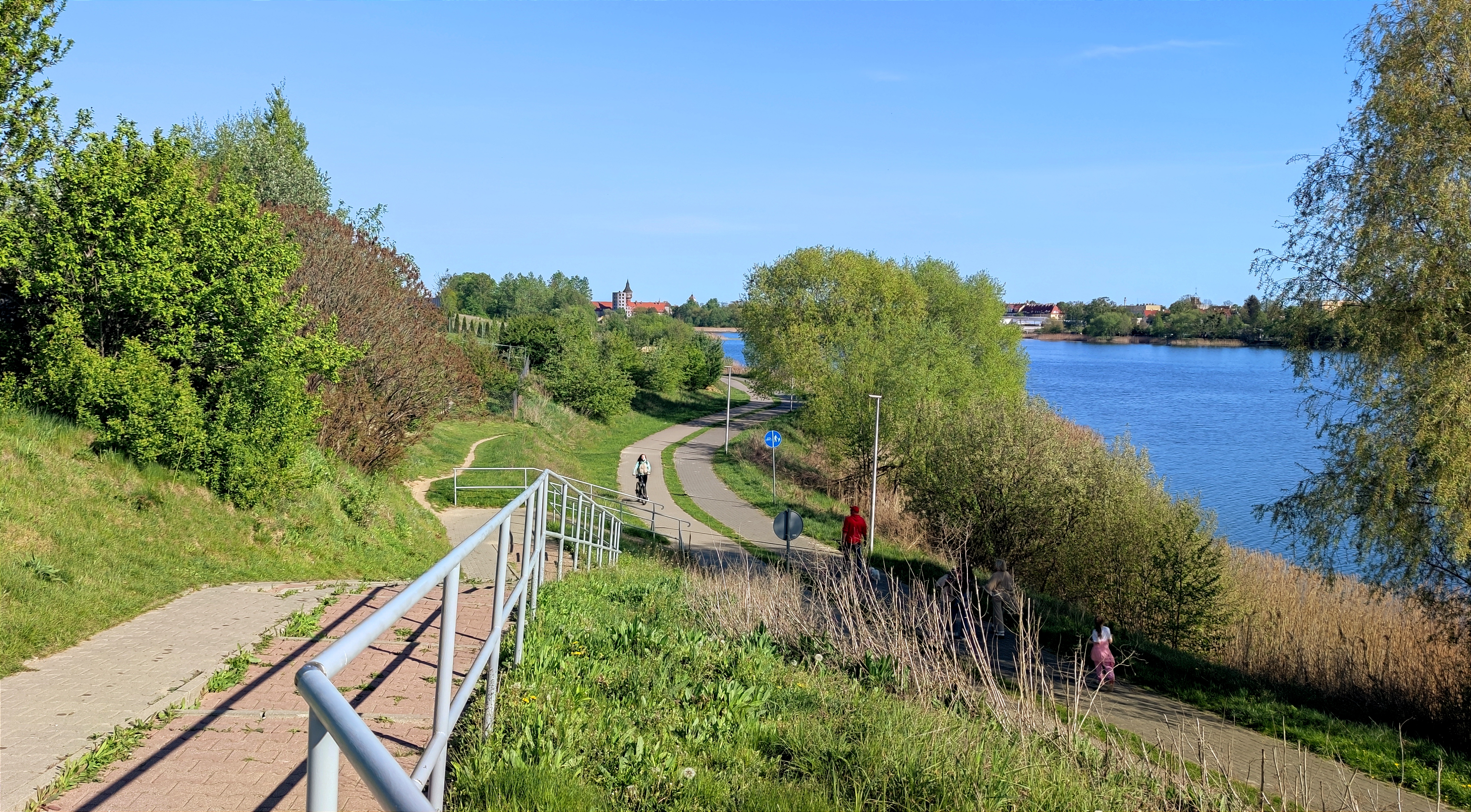
Widok z Kamionku na jezioro Długie